# Kyle (nome)
Kyle  è un nome proprio di persona inglese maschile.

## Varianti
- Maschili: Chile[1]
- Femminili: Kyla[1][2], Kylie[3], Kiley[3], Kylee[3], Kilie[3], Kyleigh[3]

## Origine e diffusione
Riprende il cognome scozzese e inglese Kyle, dall'origine incerta; potrebbe essere derivato dal termine gaelico caol, che significa "stretto", "canale", oppure dal nome del distretto di Kyle, nell'Ayrshire, a sua volta derivato da caol oppure da coille ("bosco"); alla radice caol vanno ricondotti anche i nomi Kelvin e Caoilfhionn.
Riguardo alle forme femminili, va detto che l'uso di Kyla è dovuto soprattutto alla moda, sviluppatasi nel XX secolo, di dare alle neonate nomi brevi contenenti le consonanti K ed L. La forma Kylie è sorta in Australia, ed è giunta negli Stati Uniti negli anni 1970; coincide con un termine aborigeno australiano che significa "boomerang", a cui viene popolarmente ricondotta, e viene in certi casi ricondotta anche al nome Kelly.

## Onomastico
Il nome è adespota, cioè non è portato da alcun santo; l'onomastico si può eventualmente festeggiare il giorno di Ognissanti, il 1º novembre.

## Persone

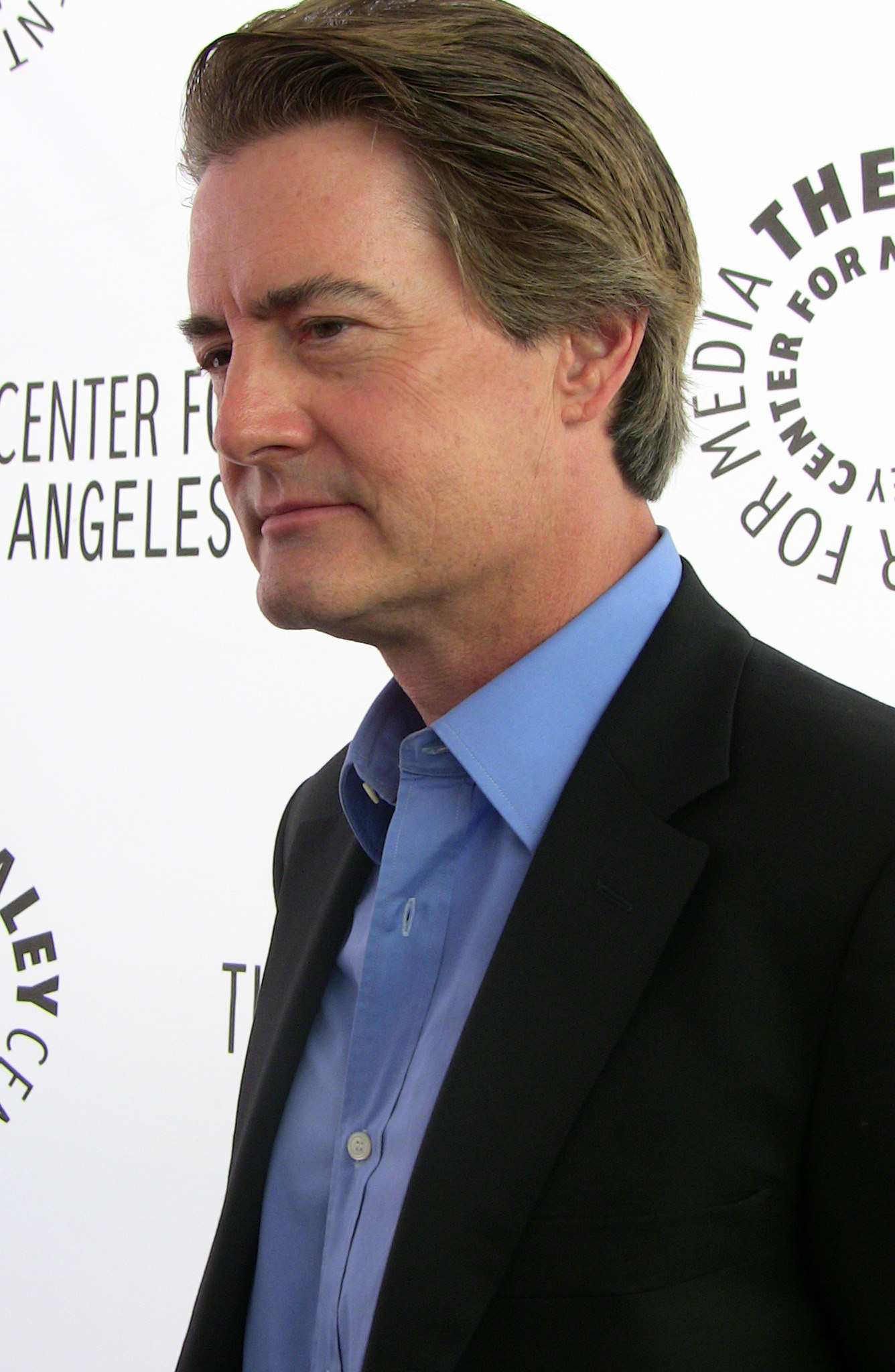
Kyle MacLachlan

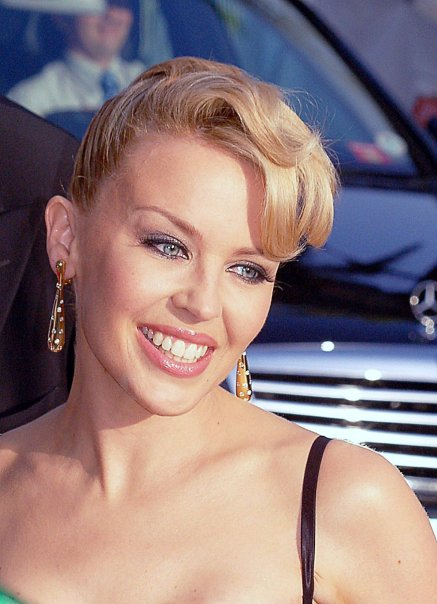
Kylie Minogue

- Kyle Alessandro, cantautore norvegese
- Kyle Beckerman, calciatore statunitense
- Kyle Boller, giocatore di football americano statunitense
- Kyle Eastwood, musicista, attore e compositore statunitense
- Kyle Gallner, attore statunitense
- Kyle Killen, sceneggiatore e produttore televisivo statunitense
- Kyle Lafferty, calciatore nordirlandese
- Kyle MacLachlan, attore statunitense

### Variante femminile Kylie
- Kylie Ireland, pornoattrice, regista e produttrice cinematografica statunitense
- Kylie Jenner, personaggio televisivo statunitense
- Kylie Minogue, cantante, compositrice, attrice, stilista e produttrice discografica australiana
- Kylie Palmer, nuotatrice australiana

### Altre varianti femminili
- Kyla Cole, modella, attrice e conduttrice televisiva slovacca
- Kyla Pratt, attrice e cantante statunitense
- Kyle Richards, attrice statunitense
- Kyla Ross, ginnasta statunitense
- Kylee Saunders, cantante e attrice statunitense naturalizzata giapponese
- Kiley Staples, sciatrice alpina statunitense

## Il nome nelle arti
- Kyle Broflovski è un personaggio della serie animata South Park.
- Kyle Katarn è un personaggio dell'universo di Guerre stellari.
- Kyle Rayner è un personaggio dei fumetti DC Comics.
- Kyle Reese è un personaggio della serie di film Terminator.
- Kyle Sampson è un personaggio della soap opera Sentieri.
- Kyle XY è un personaggio dell'omonima serie televisiva statunitense.
- Kyle Schneider è un personaggio della serie di videogiochi Metal Gear.
- Kyle Akasaka è un personaggio della serie manga e anime Mew Mew - Amiche vincenti.